# Moulay Ali Skalli
 (janvier 2013).
Si vous disposez d'ouvrages ou d'articles de référence ou si vous connaissez des sites web de qualité traitant du thème abordé ici, merci de compléter l'article en donnant les références utiles à sa vérifiabilité et en les liant à la section « Notes et références ».
Pour les articles homonymes, voir Skalli.
Moulay Ali Skalli est un diplomate et poète francophone marocain né à Fès en 1927 et mort le 11 octobre 2007 en Suisse après une longue maladie.

## Parcours de diplomate
Après des études de droit et de sciences politiques à Paris, il embrasse la carrière diplomatique en 1959. Il a dirigé plusieurs directions au ministère des Affaires étrangères à Rabat avant d’être affecté à l’ambassade du Maroc à Paris. Nommé successivement ambassadeur en République fédérale d’Allemagne, secrétaire général au ministère à Rabat, ambassadeur représentant permanent à Genève et enfin ambassadeur représentant permanent auprès des Nations unies à New York.

## Œuvre littéraire
Parmi ses œuvres les plus populaires : 
- Regards (1981), prix Bonardi de l'Académie française
- Au gré des sens[1] (1985)
- Sous le chêne et sous le charme (1989)
- Les Chants du Sagittaire (1999)

- Un recueil de nouvelles : Ils - d’ici et d’ailleurs (1993).
- Un recueil d’aphorismes : Par-delà l’apparence (1998).

## Récompenses
- Il est lauréat de l’Académie française : prix de poésie en 1981.
- Le prix du rayonnement de la Langue française aux Rencontres littéraires de Cannes.